# Камен Райдер: Поза поколіннями
«Камен Райдер: Біянд дженерейшенс» (яп. 仮面ライダー ビヨンド・ジェネレーションズ, Камен Райда Біяндо дженерейшонзу, «Їздець у Масці: Поза поколіннями») — японський супергеройський токусацу-фільм 2021 року та кросовер між серіалами «Камен Райдер» (1971), «Камен Райдер Сейбер» та «Камен Райдер Рівайс». Це 12-ий фільм у серії «Movie-війна». Він присвячений 50-тій річниці франшизи та слугує даниною поваги ерам Сьова, Хейсей та Рейва. Це перший фільм «Movie-війна» після «Камен Райдер: Рейва Зе фірст дженерейшен», оскільки кросовер між серіалами «Камен Райдер Зеро-Ван» та «Камен Райдер Сейбер» не відбувся через вплив пандемії COVID-19. У фільмі, Іккі, Тоума та їхні союзники борються з майбутнім Камен Райдером, намагаючись допомогти переміщеному в часі вченому примиритися зі своїм тепер уже постарілим сином. Полії відбуваються після фіналу серіалу «Камен Райдер Сейбер» та між епізодами 14 та 15 серіалу «Камен Райдер Рівайс»

## У ролях
| Актор            | Роль                                                         |
| ---------------- | ------------------------------------------------------------ |
| Кентаро Маеда    | Іккі Іґараші                                                 |
| Субару Кімура    | Вайс                                                         |
| Сюічіро Найто    | Тоума Каміяма                                                |
| Такая Ямаґучі    | Рінтаро Шіндо                                                |
| Майто Фуджіока   | Такеші Хонґо                                                 |
| Ватару Хюґа      | Дайджі Іґараші                                               |
| Аяка Імото       | Сакура Іґараші                                               |
| Норітака Хамао   | Джордж Карізакі                                              |
| Юі Асакура       | Аґілера                                                      |
| Хаята Секі       | Ольтека                                                      |
| Клауд Хачіджоін  | Джуліо                                                       |
| Джуня Комацу     | Хіромі Кадота                                                |
| Казуя Танабе     | Хамелеон Дедмен                                              |
| Курака Емі       | Юмікі Іґараші                                                |
| Шіґеюкі Тоцуґі   | Ґента Іґараші                                                |
| Асука Кавазу     | Мей Судо                                                     |
| Рю Аокі          | Кенто Фукамія                                                |
| Юеі Ікушіма      | Рю Оґамі                                                     |
| Ейджі Тоґаші     | Рен Акамічі                                                  |
| Хіроакі Ока      | Тецуо Дайшінджі                                              |
| Томохіро Ічікава | Юрі                                                          |
| Мей Анґела       | Рейка Шіндай                                                 |
| Кен Шонозакі     | Рьоґа Шіндай                                                 |
| Ріна Чінен       | Софія                                                        |
| Акійоші Накао    | Рюносуке Момосе {{УРолях\|[[Арата Фурута][\|\|Хідео Момосе}} |
| Фуміхіко Тачікі  | Головоріз Шокера                                             |
| Йоджі Уеда       | Діабло                                                       |
| Ріка Мацумото    | Хіміко Кріспер                                               |
| Тошіюкі Морікава | Куфу Кріспер                                                 |
| Рюсей Накао      | Едісон Кріспер                                               |
| Тесшо Ґенда      | Леонідас Кріспер                                             |

## Виробництво
22 грудня 2020 року продюсер Сінічіро Сіракура оголосив про запуск масштабного проекту на честь 50-річчя франшизи у 1021 році з новим зимовим фільмом на той час «все ще в порожньому стані».
Оскільки фільм вийшов під час релізу «Камен Райдер Рівайса», тема серіалу про сім'ю присутня у фільмі у стосунках між батьком і сином Момосе, а також у тому, що Майто Фуджіока зіграв молодшу версію знакової ролі його батька. Хіроші Фуджіока відвідав місце зйомок, щоб підтримати його.
Оскільки фільм вийшов у той же рік, що й «Камен Райдер Сейбер + Кікай Сентай Зенкайґер: Хроніка війни супергероїв», теж за сюжетом Моурі, для нього було важливо відрізнити обидва фільми, та зберегти дух «Камен Райдера Рівайса». Замість того, щоб намагатися досліджувати минуле, Моурі хотів показати майбутнє і представив Сенчурі, Камен Райдера з 2071 року, через 100 років після оригінального серіалу, дозволивши глядачам побачити майбутнє франшизи.
Під час перебудови схованки Шокера практично не було інших матеріалів, крім старих зображень, з якими можна було б працювати. Продюсери вважали дивним намагатися відновити старі декорації з використанням нових матеріалів у нову епоху, хоча в кінцевому підсумку сцена стане невід'ємною частиною історії Камен Райдера. Вони доклали зусиль для якомога більшого використання сучасних технологій у перебудові, щоб вона не виглядала поганою чи пародійною.
Через велику кількість Райдерів як із відповідних серіалів, так і з франшизи в цілому, було важко вмістити всіх їх в одну сцену, тому у фільмі Райдери подорожують по всьому світу, дозволяючи виділити їм достатньо часу.
20 жовтня 2021 року офіційний вебсайт фільму, а також його офіційний акаунт у Twitter оголосили назву фільму: «Камен Райдер: Біянд дженерейшенс». 31 жовтня 2021 року був вперше опублікований тизер-трейлер, який підтвердив появи багатьох акторів із «Рівайса» та «Сейбера», а також показав Шокера як антагоністів фільму. 6 листопада 2021 року японська телевізійна станція NHK провела акцію «Велике голосування всіх Камен Райдерів», під час якого було показано дизайн Камен Райдера Сенчурі. 24 листопада 2021 року стало відомо, що Акійоші Накао та Арата Фуруя приєдналися до акторського складу фільму, а також була опублікована фінальна композиція фільму. 30 листопада 2021 року Toei оголосили, що Майто Фуджіока приєднався до акторського складу. 5 грудня 2021 року було оголошено, що Фуміхіко Тачікі, Йоджі Уеда, Ріка Мацумото, Тошіюкі Морікава, Рюсей Накао та Тесшо Ґенда приєдналися до акторського складу фільму в якості головних антагоністів.